# Lhonak Peak
Der Lhonak Peak ist ein Berggipfel im östlichen Hauptkamm des Himalaya an der Grenze zwischen Sikkim in Indien und Tibet in China.
Der Lhonak Peak hat eine Höhe von 6710 m und befindet sich im Westen der Chorten-Nyima-Gruppe. Der 6120 m hohe Lhonak La trennt den Lhonak Peak von dem südlich gelegenen Kellas Peak (6680 m). Weiter südlich erhebt sich der Siebentausender Jongsang Ri. Im Nordosten des Lhonak Peak befindet sich der Chorten Nyima. An der Nordostflanke des Lhonak Peak strömt der Nördliche Lhonakgletscher, an der Südostflanke der Mittlere Lhonakgletscher. An der Westseite des Lhonak Peak erstreckt sich ein Tributärgletscher des Lashargletschers.

## Besteigungsgeschichte
Der Lhonak Peak wurde am 13. Oktober 1930 durch G. B. Gourlay und W. Eversden sowie den Sherpas Nima und Lewa erstbestiegen.
Am 19. Juli 1933 gelang Eric Shipton in Begleitung eines Sherpas die Zweitbesteigung des Lhonak Peak.